# Družetići
Družetići (en serbe cyrillique : Дружетићи) est un village de Serbie situé dans la municipalité de Gornji Milanovac, district de Moravica. Au recensement de 2011, il comptait 562 habitants.

## Démographie
| 1948  | 1953  | 1961  | 1971  | 1981  | 1991 | 2002 | 2011 |
| ----- | ----- | ----- | ----- | ----- | ---- | ---- | ---- |
| 1 239 | 1 415 | 1 311 | 1 220 | 1 041 | 886  | 703  | 562  |

|  |